# Tetraëdrische moleculaire geometrie
In de scheikunde verwijst een tetraëdrische moleculaire geometrie naar moleculen waarbij een centraal atoom door vier andere atomen wordt omringd, die ieder op de hoekpunten van een regelmatig viervlak liggen. Viervlak en tetraëder zijn synoniem. Wanneer de vier atomen op de hoekpunten hetzelfde zijn, zijn de bindingshoeken ongeveer 109,5°. Methaan is een voorbeeld van een molecuul met deze moleculaire geometrie. Moleculen met een tetraëdrische moleculaire geometrie hebben puntgroep Td.
Behalve verzadigde organische verbindingen komen ook de meeste verbindingen van silicium, germanium en tin als viervlakken voor. Osmium(VIII)oxide is een molecuul en perchloraat, tetrahydroboraat(III), sulfaat en fosfaat zijn ionen met een tetraëdrische moleculaire geometrie. Bij overgangsmetalen en hun complexen komen viervlakken vooral bij de elektronenconfiguraties d0 of d10 voor. Voorbeelden zijn tetrakis(trifenylfosfine)palladium(0), nikkeltetracarbonyl en titanium(IV)chloride.
coördinatiegetal 2: 
lineair · gebogen · 
coördinatiegetal 3: 
trigonaal planair · trigonaal piramidaal · T-vormig 

coördinatiegetal 4: 
tetraëdrisch · vierkant planair · seesaw ·
coördinatiegetal 5: 
trigonaal bipiramidaal · vierkant piramidaal · pentagonaal planair 

coördinatiegetal 6: 
octaëdrisch · pentagonaal piramidaal · 
coördinatiegetal 7: 
pentagonaal bipiramidaal